# Michel de Montaigne
Michel Eyquem de Montaigne [miʃɛl ekɛm də mõ'tɛɲ]  (Castillo de Montaigne, Saint-Michel-de-Montaigne, 28 de febrero de 1533-Castillo de Montaigne, Saint-Michel-de-Montaigne; 13 de septiembre de 1592) fue un filósofo, escritor, humanista y moralista francés del Renacimiento, autor de los Ensayos y creador del género literario conocido en la Edad Moderna como ensayo. Fue uno de los filósofos más destacados del Renacimiento francés. Su obra fue escrita en la torre de su propio castillo entre 1572 y 1592, y destaca por la fusión de anécdotas casuales y autobiografía con una profunda reflexión intelectual. Montaigne ejerció una influencia directa en numerosos escritores occidentales y su extenso volumen, Ensayos, contiene algunos de los más influyentes jamás escritos.
Durante su vida, Montaigne fue admirado más como estadista que como escritor. La tendencia en sus ensayos a divagar hacia anécdotas y reflexiones personales se consideraba perjudicial para el estilo apropiado más que una innovación, y su declaración de que «Yo mismo soy el tema de mi libro» fue considerada por sus contemporáneos como autocomplaciente. Sin embargo, con el tiempo, Montaigne llegó a ser reconocido por encarnar, quizá mejor que ningún otro escritor de su época, el espíritu de la duda libremente entretenida que empezó a surgir en aquella época. Es famoso por su escéptico comentario «Que sçay-je?» («¿Qué sé yo?», en francés medio; ahora escrito «Que sais-je?» en francés moderno).
Ha sido calificado como el más clásico de los modernos y el más moderno de los clásicos.  Viviendo, como vivió, en la segunda mitad del siglo XVI, Montaigne fue testigo del declive del optimismo intelectual que había marcado el Renacimiento. La sensación de inmensas posibilidades humanas, derivada de los descubrimientos de los viajeros en el Nuevo Mundo, del redescubrimiento de la antigüedad clásica y de la apertura de horizontes académicos a través de las obras de los humanistas, se hizo añicos en Francia cuando el advenimiento de la Reforma calvinista fue seguido de cerca por la persecución religiosa y las Guerras de religión (1562-1598). Estos conflictos, que desgarraron el país, fueron en realidad guerras políticas y civiles, además de religiosas, marcadas por grandes excesos de fanatismo y crueldad. Profundamente crítico de su tiempo y profundamente involucrado en sus preocupaciones y luchas, Montaigne eligió escribir sobre sí mismo —«Yo mismo soy el tema de mi libro», dice en su discurso de apertura al lector— para llegar a ciertas verdades posibles acerca del hombre y la condición humana, en un período de luchas y divisiones ideológicas en el que toda posibilidad de verdad parecía ilusoria y traicionera.

## Biografía
Montaigne nació cerca de Burdeos en un château propiedad de su familia paterna, el 28 de febrero de 1533. Su familia materna, de ascendencia judía española, provenía de judeoconversos aragoneses, los López de Villanueva, documentados en la judería de Calatayud; algunos de ellos fueron perseguidos por la Inquisición española, incluido Raimundo López quien, además, fue quemado en la hoguera. Por parte materna, pues, era primo segundo del humanista Martín Antonio del Río, a quien pudo conocer personalmente entre 1584 y 1585. La familia paterna de Michel (los Eyquem) gozaba de una buena posición social y económica y él estudió en el prestigioso Collège de Guyenne de Burdeos. Montaigne es el hermano de Juana de Montaigne, casada con Richard de Lestonnac y por lo tanto el tío de Santa Juana Lestonnac.

### Infancia
Recibió de su padre, Pierre Eyquem, alcalde de Burdeos, una educación a la vez liberal y humanista: recién nacido fue enviado a vivir con los campesinos de una de las aldeas de su propiedad para que conociera la pobreza. A los pocos años de vida, de vuelta en su castillo, le despertaban siempre con música, y para que aprendiese latín, su padre contrató un tutor alemán que no hablaba francés y prohibió que los empleados se dirigieran al niño en francés; así, no tuvo contacto con esta lengua durante sus primeros ocho años de vida. El latín fue su lengua materna; luego se le enseñó griego y después que lo dominó por completo comenzó a escuchar francés.

### Trabajo como magistrado
Entonces se le envió a la escuela de Burdeos y allí completó en solo siete años los doce años escolares. Se graduó después en leyes en la Universidad. Sus contactos familiares le granjearon el cargo de magistrado de la ciudad y en ese puesto conoció a un colega que sería su gran amigo y corresponsal, Étienne de La Boétie, autor de un Discurso sobre la servidumbre voluntaria que Montaigne apreciaba muchísimo; su temprano fallecimiento lo dejó desolado; este tipo de amistad, escribió, era de las que solo se hallan «una vez sola en tres siglos [...] Nuestras almas marchaban tan juntas que no sabía yo si era la suya o la mía, aunque sin duda me he sentido más a gusto confiando en él que en mí mismo». Los siguientes doce años (1554-66) los pasó en los tribunales.

### Humanista y escéptico: losEnsayos
Admirador de Lucrecio, Virgilio, Séneca, Plutarco y Sócrates, fue un humanista que tomó al hombre, y en particular a él mismo, como objeto de estudio en su principal trabajo, los Ensayos (Essais) empezados en 1571 a la edad de 38 años, cuando se retiró a su castillo. Escribió «[q]uiero que se me vea en mi forma simple, natural y ordinaria, sin contención ni artificio, pues yo soy el objeto de mi libro». El proyecto de Montaigne era mostrarse sin máscaras, sobrepasar los artificios para desvelar su yo más íntimo en su esencial desnudez. Dudoso de todo, solo creyó firmemente en la verdad y en la libertad.
Fue un crítico agudo de la cultura, la ciencia y la religión de su época, hasta el punto en que llegó a considerar la propia idea de certeza como algo innecesario. Su influjo fue colosal en la literatura francesa, occidental y mundial, como creador del género conocido como ensayo.

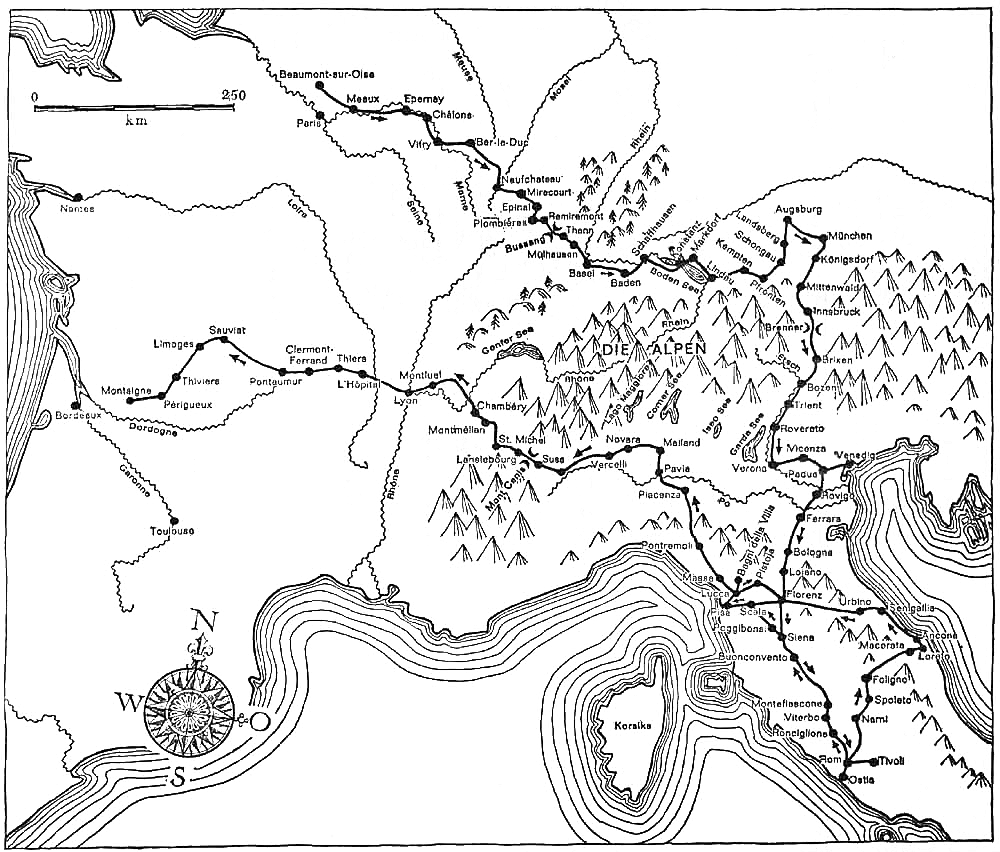
Viaje a Italia por Michel de Montaigne 1580-1581

### Guerras de religión
Durante la época de las guerras de religión, Montaigne, católico él mismo, pero con dos hermanos protestantes, trató de ser un moderador y de contemporizar con los dos bandos enfrentados. Le respetaron como tal el católico Enrique III y el protestante Enrique IV.
Como desde 1578 empezó a sufrir el mismo mal de piedra que había acabado por matar a su padre, decidió viajar a los principales balnearios de Europa para tomar sus aguas, aprovechando además para distraerse e instruirse / se distraire et s'instruire. De 1580 a 1581, viajó por Francia, Alemania, Austria, Suiza e Italia, llevando un diario detallado donde describió episodios variados y las diferencias entre las regiones que atravesaba. Sin embargo, este escrito solo llegó a ser publicado en 1774, con el título Diario de viaje. Primero fue a París, donde presentó los Essais a Enrique III de Francia. Permaneció bastante tiempo en Plombières y en Baden, y luego pasó a Múnich. Después fue a Italia atravesando el Tirol, se aposentó en Roma (1581) y viajó luego a Lucca, donde en septiembre de ese mismo año se enteró de que había sido elegido alcalde de Burdeos.
Su padre Pierre Eyquem había sido ya alcalde de esta villa, que Michel rigió hasta 1585. Los dos primeros años fueron fáciles, pero todo se complicó cuando fue reelegido en 1583 y se vio obligado a lidiar con la VIII guerra de religión y moderar las tensiones entre católicos y protestantes. Lo cual logró mostrando habilidades de gran diplomático, pues reconcilió a Enrique III de Navarra con el mariscal Jacques de Goyon, señor de Matignon y de Lesparre, conde de Thorigny, príncipe de Mortagne sur Gironde y gobernador de Guyenne. Consiguió además junto con Matignon prevenir un ataque de la Liga sobre Burdeos en 1585. Hacia el fin de su mandato, en verano de este último año, la peste asedió esta ciudad, y decidió no presidir, como era lo tradicional, el acto de elección de su sucesor y volver a sus posesiones con los suyos.

### Rehusó la Corte
Enrique IV, con quien sostuvo siempre una relación amistosa, le invitó a la Corte tras vencer en la batalla de Coutras en octubre de 1587, de nuevo vuelto a la condición de rey de Francia. Pero Montaigne fue asaltado y desvalijado en el camino hacia París; permaneció además unas horas en la Bastilla mientras tenía lugar la Jornada de las barricadas. El rey le ofreció el cargo de consejero real pero, recordando el triste papel de Platón en la corte del tirano Dionisio de Siracusa, declinó tan generosa proposición: «Yo no he recibido jamás generosidad alguna por parte de los reyes, que no he pedido ni merecido, ni he recibido alguna paga por los pasos que he dado en su servicio. [...] Soy, sire, tan rico como me imagino».
En ese mismo año conoció a su gran admiradora, la señorita o M.elle Marie Le Jars de Gournay, quien será su fille d'alliance o "hija electiva" y sacó a la luz la llamada "edición póstuma" de los Essais en 1595, con las adiciones y correcciones de Montaigne posteriores a 1588; esta edición fue considerada largo tiempo la más autorizada, aunque los editores modernos prefieren hoy la que, con notas manuscritas del propio Montaigne, se conserva en la Biblioteca Municipal de Burdeos.

### «¿Qué sé yo?»
Montaigne continuó revisando y extendiendo con un tercer libro sus Ensayos (la quinta edición, de 1588) hasta su muerte, acaecida el 13 de septiembre de 1592 en el castillo que lleva su nombre, en cuyas vigas del techo hizo grabar sus citas favoritas. El lema, mote o divisa de su torre era «Que sais-je?» («¿Qué sé yo?» o «¿Qué es lo que yo sé?»), y mandó acuñar con él una medalla con una balanza cuyos dos platos se hallaban en equilibrio. 
Su posteridad se dividió en el juicio que mereció su obra, y así al severo dictamen de Blaise Pascal de que fue «un necio proyecto el que Montaigne tuvo de pintarse» / le sot project que Montaigne a eu de se peindre contestó el más moderado de Voltaire de que fue encantador «el proyecto que Montaigne tuvo de pintarse ingenuamente, como hizo. Pues pintó la naturaleza humana» / le charmant proyect que Montaigne a eu de se peindre naïvement, comme il a fait. Car il a peint la nature humaine. Voltaire, en realidad, parafraseaba un pensamiento del propio Montaigne: «Cada hombre porta la forma entera de la humana condición». Sin embargo, la crítica de Pascal hay que tenerla en cuenta sabiendo que el proyecto de pintarse a sí mismo para instruir al lector no era tan original; San Agustín de Hipona ya lo había  declarado en sus Confesiones: «No tengo otro fin que pintarme a mí mismo [...] No son mis actos lo que yo describo, sino a mí: es mi esencia».

### Estatua en el Barrio Latino de París
Su estatua, levantada en la década de 1930, y que se encuentra en la Place Paul Painlevé, del céntrico Barrio Latino de París, sirve como un amuleto de la suerte para los estudiantes de La Sorbonne que se encuentra justo en frente, y quienes, antes de los exámenes, tocan el pie derecho de la estatua.

## Su obra

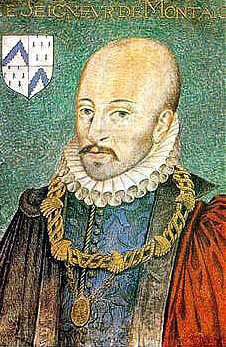
Michel de Montaigne, por Daniel Dumonstier.

Montaigne escribió con pluma festiva y franca, revolviendo un pensamiento con otro, «a salto de mata». Su texto está continuamente esmaltado de citas de clásicos grecolatinos, por lo cual se excusa haciendo notar la inutilidad de «volver a decir peor lo que otro ha dicho primero mejor». Obsesionado con evitar la pedantería, omite a veces la referencia al autor que inspira su pensamiento o que cita y que, de todas formas, es conocido en su época. Anotadores posteriores suplieron esta menudencia.
Considera que su fin es «describir al hombre y en particular a mí mismo [...] y hay tanta diferencia entre mí y yo mismo como entre yo y otro». Juzga que la variabilidad y la inconstancia son dos de sus características esenciales. «No he visto nunca tan gran monstruo o milagro como yo mismo». Se refiere a su pobretona memoria y su capacidad para ahondar lentamente en los asuntos rodeándolos en espiral para no implicarse emocionalmente, su disgusto ante los hombres que persiguen la celebridad y sus tentativas para desasirse de las cosas del mundo y prepararse para la muerte. Su célebre mote o divisa, «Que sais-je?», que puede traducirse por «¿Qué sé yo?» o «¡Yo qué sé!», refleja bien a las claras ese desapego y ese deseo de interiorizar en su rico mundo interior y es el punto de partida de todo su desarrollo filosófico.
Montaigne muestra su aversión por la violencia y por los conflictos fratricidas entre católicos y protestantes (pero también entre güelfos y gibelinos) cuyo conflicto medieval se agudizó durante su época. Para Montaigne es preciso evitar la reducción de la complejidad en la oposición binaria y en la obligación de escoger bando, privilegiar el retraimiento escéptico como respuesta al fanatismo. En 1942, Stefan Zweig dijo de él: «A pesar de su lucidez infalible, a pesar de la piedad que le embargaba hasta el fondo de su alma, debió asistir a esta despreciable caída del humanismo en la bestialidad, a alguno de esos accesos esporádicos de locura que constituyen a veces lo humano. [...] Esa es la verdadera tragedia de la vida de Montaigne».
Mientras que algunos humanistas creían haber encontrado el Jardín del Edén, Montaigne lamentaba la conquista del Nuevo Mundo en razón de los sufrimientos que aportaba a los que por ella eran subyugados mediante la esclavitud. Hablaba así de «viles victorias». Se encontraba más horrorizado por la tortura que sus semejantes infligían a unos seres vivos que por el canibalismo de esos mismos amerindios a los que se llamaba salvajes.
Tan moderno como muchos de los hombres de su tiempo (Erasmo, Juan Luis Vives, Tomás Moro, Guillaume Budé...), Montaigne profesaba el relativismo cultural, reconociendo que las leyes, las morales y las religiones de diferentes culturas, —aunque a menudo diversas y alejadas en sus principios— tenían todas algún fundamento. «No cambiar caprichosamente una ley recibida» constituye uno de los capítulos más incisivos de los Ensayos. Por encima de todo, Montaigne es un gran seguidor y defensor del Humanismo. Si cree en Dios, rehúsa toda especulación sobre su naturaleza y, ya que el yo se manifiesta en sus contradicciones y variaciones, piensa que debe ser despojado de creencias y prejuicios que lo extravíen.
Sus escritos se caracterizan por un pesimismo raro en la época renacentista. Citando el caso de Martin Guerre, piensa que la humanidad no puede esperar certidumbres y rechaza las proposiciones absolutas y generales. En el largo ensayo Apología de Raymond Sebond (Raimundo Sabunde), capítulo 12, libro segundo, expone que no podemos creer nuestros razonamientos porque los pensamientos nos aparecen sin acto volitivo; no los controlamos, no tenemos razón para sentirnos superiores a los animales. Nuestros ojos no perciben más que a través de nuestros conocimientos:

Si preguntáis a la Filosofía de qué materia es el cielo y el sol, ¿qué os responderá ella sino de hierro o, con Anaxágoras, de piedra o tal estofa según nuestra costumbre?
[...]
Que plazca un día a la Naturaleza abrir su seno y hacernos ver propiamente los medios y guía de sus movimientos, y fijemos allí nuestros ojos! ¡Oh, Dios! ¡Qué desvíos, qué vacíos encontraríamos en nuestro pobre saber!
Michel de Montaigne, Ensayos

Juzga el matrimonio como una necesidad para permitir la educación de los niños, pero piensa que el amor romántico es un atentado contra la libertad del individuo: «El matrimonio es una jaula: los pájaros fuera desesperan por entrar, pero los de dentro desesperan por salir».
En definitiva, propone en materia educativa la entrada al saber por medio de ejemplos concretos y de experiencias antes que por conocimientos abstractos aceptados sin crítica alguna. Rehúsa, sin embargo, convertirse él mismo en un guía espiritual, en un maestro de pensamiento: no tiene una filosofía que defender por encima de las demás, considerando que la suya es únicamente una compañía en la búsqueda de identidad.
La libertad de pensamiento no se plantea como modelo, pues simplemente ofrece a los hombres la posibilidad de hacer emerger en ellos el poder de pensar y de asumir esta libertad: «La que enseña a los hombres a morir como se aprende a vivir». Y esta libertad le valió la condena del Index librorum prohibitorum del Santo Oficio en 1676 a petición de Bossuet. 
Los Ensayos/Essais concluyen con una invitación epicúrea a vivir gozosamente: «No hay una perfección tan absoluta y por así decir divina como saberse salir del ser. Buscamos otras maneras de ser porque no comprendemos el uso de las nuestras, y salimos fuera de nosotros porque no sabemos qué tiempo hace fuera. De la misma forma, es inútil subirse sobre unos zancos para caminar, pues aun así tendremos que andar con nuestras piernas. Aun en el trono más alto del mundo sólo estamos sentados sobre nuestro culo.»

## Ediciones deEnsayos

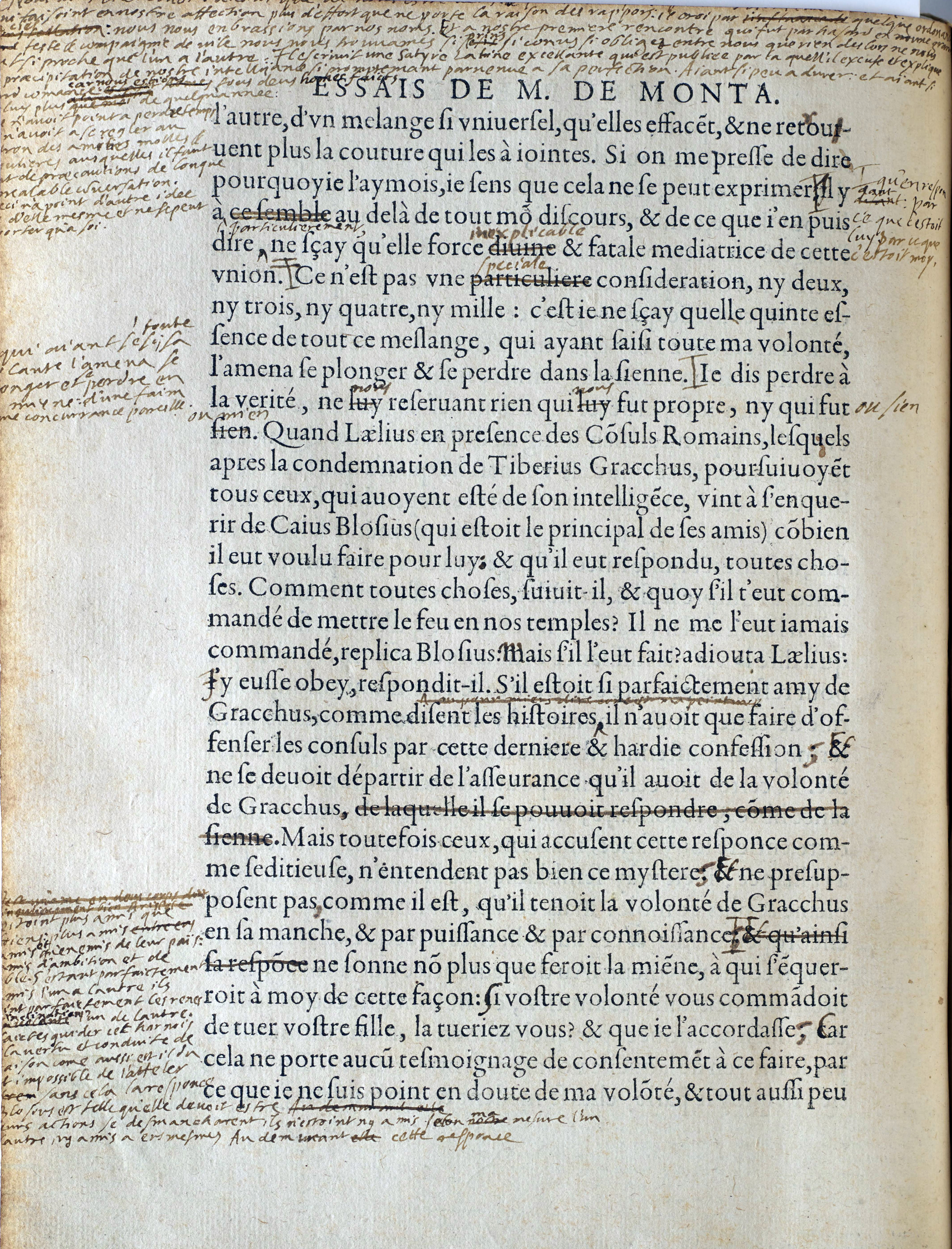
El Ejemplar de Burdeos de 1588, sobre el cual el autor acumuló correcciones y adiciones hasta su muerte cuatro años después, considerado como su última voluntad literaria.

Montaigne dio a la imprenta de Burdeos en 1580 los dos primeros libros de sus ensayos. Para una nueva edición, Montaigne anotó profusamente un ejemplar de sus obras de 1588, conocido como Ejemplar de Burdeos, con centenares de nuevos comentarios, ampliaciones y matizaciones, pero la muerte le sorprendió antes de poder entregarlo al editor. Su admiradora, Marie de Gournay, tomó el texto y lo editó para la versión que se publicó en 1595. Del Ejemplar de Burdeos se hicieron todas las ediciones y traducciones posteriores desestimando la edición de De Gournay. 

## Traducciones de los ensayos
Los Ensayos fueron conocidos bien pronto en la España del barroco, merced a las traducciones parciales del carmelita descalzo Diego Cisneros (Experiencias y varios discursos del señor de la Montaña), quizá encargada por Quevedo, y del tío del Conde-Duque de Olivares, el embajador en Francia Baltasar de Zúñiga, pero ninguno de estos manuscritos llegó a la imprenta.  Tradujo por primera vez el Ejemplar de Burdeos Constantino Román Salamero en 1898. De él se hicieron también las mejores traducciones al español del siglo XX, la de María Dolores Picazo o la de Marie-José Lemarchand. 
En 1947 se publicó una edición resumida de los Ensayos, ilustrada por Salvador Dalí y cuyos textos fueron igualmente elegidos o supervisados por el famoso pintor. Esta edición, en inglés, se destinó al mercado estadounidense. 
Del siglo XX son las traducciones de Juan G. de Luaces (México: UNAM, 1959), la ya citada de Constantino Román y Salamero revisada por Ricardo Sáenz Hayes (Buenos Aires: Aguilar, 1962, 2 vols.) y la de Enrique Azcoaga (Madrid: Rialp, 1971). 
La más reciente de Jordi Bayod (2007), por el contrario, se funda en la edición crítica de la de Marie de Gournay en 1595 que ha realizado La Pléiade, pues la crítica ha llegado a la conclusión de que el Ejemplar de Burdeos fue una mera copia de trabajo y De Gournay editó un manuscrito posterior. 
Las últimas traducciones modernas que pueden citarse son:
- Montaigne, Michel de (1994). Ensayos I, II y III. Edición y traducción de María Dolores Picazo y Almudena Montojo. Barcelona: Ediciones Altaya. ISBN 978-84-376-0539-5.

- Montaigne, Michel de (1998). Ensayos I, II y III. Edición y traducción de María Dolores Picazo y Almudena Montojo. Madrid: Cátedra. ISBN 978-84-376-0539-5.

- Montaigne, Miguel de (2005). Ensayos I. Introducción, traducción y notas de Marie-José Lemarchand. Madrid: Gredos. ISBN 978-84-96834-17-0.

- Montaigne, Michel de (2007). Los ensayos (según la edición de 1595 de Marie de Gournay). Prólogo de Antoine Compagnon. Edición y traducción de J. Bayod Brau. Colección Ensayo 153. 1738 páginas. Quinta edición. Barcelona: El Acantilado. ISBN 978-84-96834-17-0.

- Montaigne, Michel de (2013). Ensayos completos. Edición bilingüe. Introducción y notas de Álvaro Muñoz Robledano. Traducción de Almudena Montojo. Madrid: Cátedra (Biblioteca Áurea). ISBN 84-37631475.

- Montaigne, Michel de (2014). Ensayos. Primera edición bilingüe francés-español. Traducción, notas, introducción y bibliografía de Javier Yagüe Bosch. Barcelona: Galaxia Gutenberg/Círculo de Lectores. ISBN 978-84-15472-65-0.

- Montaigne, Michel de (2016). Ensayos. Diario del viaje a Italia. Correspondencia. Edición y traducción de Gonzalo Torné. Madrid: Penguin Clásicos. ISBN 978-84-9105-249-4.

- Montaigne, Michel de (2018). Ensayos. Traducción de Angel López Garrido. La Poveda (Arganda del Rey), Madrid: Editorial Verbum. ISBN 978-84-9074-702-5.

- Montaigne, Michel de (2021). Ensayos. Segunda edición bilingüe francés-español. Edición, traducción, notas, introducción y bibliografía de Javier Yagüe Bosch. Barcelona: Galaxia Gutenberg. ISBN 978-84-18807-23-7.